# Добровольський Анатолій Володимирович
Анато́лій Володи́мирович Доброво́льський (6 (19) травня 1910 , Буки, Фасівська волость, Житомирський повіт, Волинська губернія, Російська імперія  — 19 травня 1988 , Київ ) — радянський український архітектор, заслужений будівельник УРСР (з 1950), академік архітектури (з 1953). Головний архітектор м. Києва (1950–1955). Один з авторів проєкту планування й забудови Хрещатика і прилеглих до нього кварталів (будівництво почато 1951).

## Біографія
Народився 6 (19) травня 1910 року в селі Буки, нині Малинський район, Житомирська область, Україна.
Творча діяльність А. В. Добровольського почалася 1934 року після закінчення Київського будівельного інституту. Одним з викладачів архітектора був Йосип Каракіс. У 1936 році вони разом з Й. Каракісом проєктують і будують житловий будинок для вищого командного складу на Золотоворітській вулиці, 2 в Києві. Далі архітектор проєктує готель на площі Богдана Хмельницького, інтер'єри театру юного глядача, літній кінотеатр на схилах Дніпра, гуртожитки Лісотехнічного інституту та Тонкосуконного комбінату в Дарниці, Будинок творчості письменників у Каневі. На цей післявоєнний період його творчої діяльності великий вплив мали роботи архітекторів Ф. Л. Райта, І. О. Фоміна, а особисто, Г. П. Гольца та вивчення національних традицій української архітектури. На формування творчого кредо зодчого в післявоєнний період вплинула спільна творча робота Добровольського з О. В. Власовим, Б. І. Приймаком, О. І. Заваровим.
В 1944 році А. Добровольський у складі колективу з О. Власовим розробляє проєкт розбудови Хрещатика. Найкращим було визнано проєкт авторського колективу під керівництвом А. В. Добровольського (Б. І. Приймак, В. Д. Єлізаров, О. І. Заваров, О. І. Малиновський). У проєкті було творчо використано сполучення спадку класичної архітектури та народного мистецтва, а саме великий масштаб, монументальність, використання граніту в сполученні з архітектурною керамікою, світла кольорова гама декору. Прикладом цього є будинки № 13 і 17 (А. В. Власов, А. В. Добровольський, Б. І. Приймак). Будинок по вулиці Карла Маркса (тепер вулиця Архітектора Городецького) акцентований круглою вежею та керамічними напівколоннами, барочними щипцями та рельєфними орнаментами.
У 1950-х роках головний архітектор Києва А. Добровольський розробив типовий проєкт житлових будинків серії 1-302 з використанням мотивів українського бароко. Будівлі на вулицях Михайла Бойчука, 3, Бастіонній, 6, Алматинській, 97/1, 101 і Парково-Сирецькій, 15 прикрашались ліпниною, колонами зі своєрідними капітелями на вході й поясом із декоративних розеток над віконними прорізами останніх поверхів. Осі входів закріплено щипцями з бароковими рисами.
За проєктами Добровольського в Києві споруджено особняк генерала Ватутіна (споруджений 1948 року для родини загиблого генерала за адресою вулиця Артема, 46; тепер там міститься Міжнародний фонд «Відродження»), житлові будинки на Володимирській вулиці та заводу «Більшовик» (обидва — 1950), на Червоноармійській вулиці (1950—1954); гуртожиток Гірничого технікуму, приміський вокзал (1954), будинки в Соцмісті в Дарниці (1957), Інститут фізики АН УРСР (1949); готель «Москва» (1959—1961); станції метрополітену «Хрещатик» (1959—1960) і «Завод „Більшовик“» (1963); кінотеатр «Україна» (1959); аеропорт у Борисполі (1959—1965), Будинок художника (1978), всі — у співавторстві; мости — Північний через річку Дніпро й через протоку Десенка (1977, у співавторстві з інженером Г. Б. Фуксом). За проєктами А. В. Добровольського в українському національному стилі були споруджені в Києві колоритні ресторани «Вітряк», «Курені», «Полтава».
За думкою доктора архітектури Ю. С. Асєєва, А. Добровольський стоїть поруч з Григоровичем-Барським, Альошиним, Ніколаєвим, Меленським, які зіграли велику роль у забудові Києва та формуванні його художнього образу.
Помер 19 травня 1988 року, похований на Байковому кладовищі.

## Північний міст
Керівник колективу інженерів, які брали участь у будівництві Північного моста (колишня назва — «Московський міст») Георгій Фукс так розповідає про участь Анатолія Володимировича Добровольського в будівництві мосту:
|  | — Хто придумав форму пілона Московського мосту, що нагадує букву "Л"? — Професор архітектури Анатолій Добровольський, нині, на жаль, покійний. Причому цю роботу він виконав безкоштовно. Вийшло так: <…> директор мостобудівного тресту Ісаак Баренбойм 1 вересня повів до школи, у перший клас, свого онука. І випадково зустрів Добровольського, який привів сина. Розговорилися. Баренбойм розповів, що в нашому колективі немає архітектора. Добровольський запропонував свою допомогу. Але взяти його в штат ми не могли: він викладав у художньому інституті, а працювати де-небудь за сумісництвом тоді забороняли. Так що за проєкт пілона Добровольський не отримав ні копійки. |

Після завершення цієї роботи в 1976 році Анатолій Володимирович на питання, який зі своїх творів він вважає найкращим, незмінно відповідав: «Московський міст у Києві».

## Звання та нагороди
Був членом Спілки архітекторів СРСР і президії Спілки архітекторів УРСР. Дійсний член Академії архітектури СРСР (1950) Академії архітектури УРСР (1945), Академії будівництва і архітектури УРСР (1950), Академії мистецтв СРСР (1979). Лауреат Сталінської премії II ступеня (1950) — за розробку технології та організацію масового виробництва і впровадження в будівництво пустотної кераміки, Сталінської премії ІІІ ступеня (1951) — за архітектуру житлового будинку по вул. Володимирській), Премії Ради Міністрів СРСР (1981). Заслужений будівельник УРСР (1962) Професор Київського художнього інституту (1965). Нагороджений орденом Трудового Червоного Прапора, медалями.

## Родина
Дружина — Добровольська Галина Федорівна, живописець, заслужений архітектор України, автор декількох проєктів у Києві, у тому числі:
- оглядовий майданчик перед Жовтневим палацом культури;
- житловий будинок у Кріпосному провулку, № 4;
- ресторани в народному стилі «Наталка» на 18-му км Бориспілського шосе та «Вітряк» на проспекті академіка Глушкова, № 11;
- будинки посольств Канади, Чехії, Словаччини, Польщі на вул. Ярославів Вал;
- торговельний центр на вул. Михайла Омеляновича-Павленка, № 4.

Донька — Тетяна Добровольська, архітектор, автор декількох проєктів у Києві, у тому числі:
- історико-опорного плану урочища Гончарі-Кожум'яки,
- проєкту Музею та Інституту археології в Киянівському провулку;
- проєкт ділянки видатних діячів України на Байковому кладовищі;
- проєкт реконструкції готелю «Україна» (у співавторстві з О. Комаровським).[2]

Онука — Оксана Гайвась, донька Тетяни Добровольської, відома художниця і актриса, померла 8 березня 2013 року в лікарні міста Хургада в Єгипті в результаті травм, отриманих за три дні до того під час падіння з квадрациклу.

## Будівлі, спроєктовані Анатолієм Добровольським

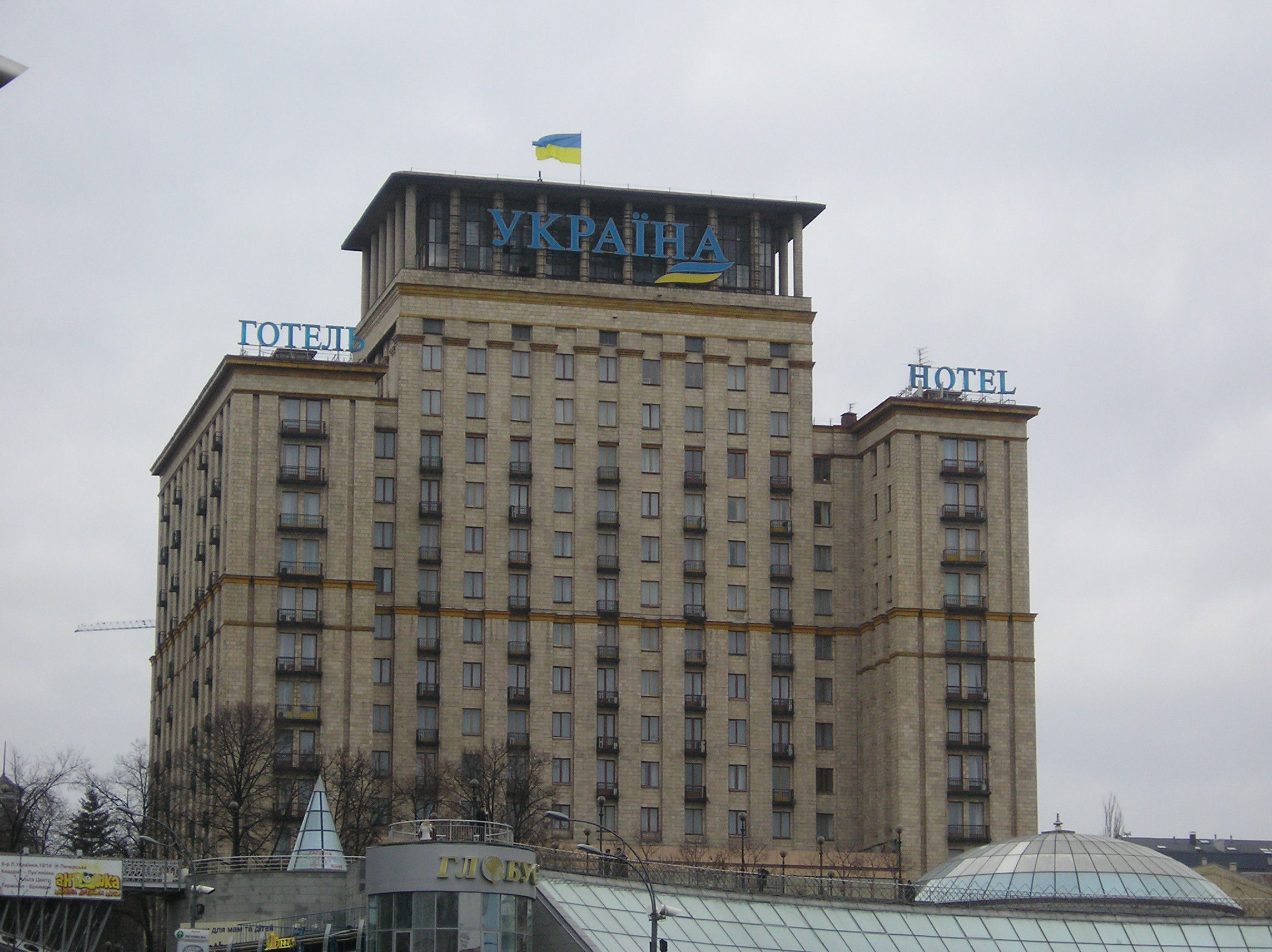
Готель Україна
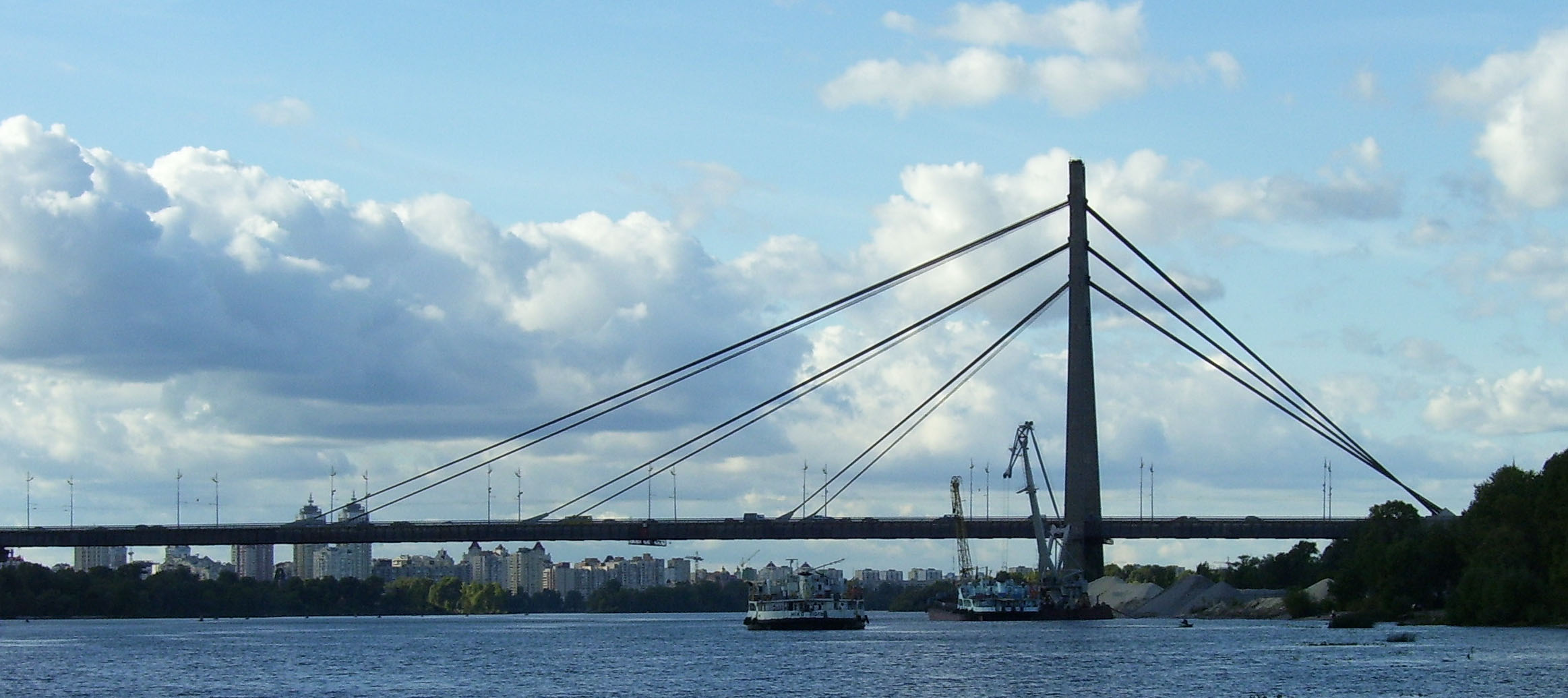
Північний міст
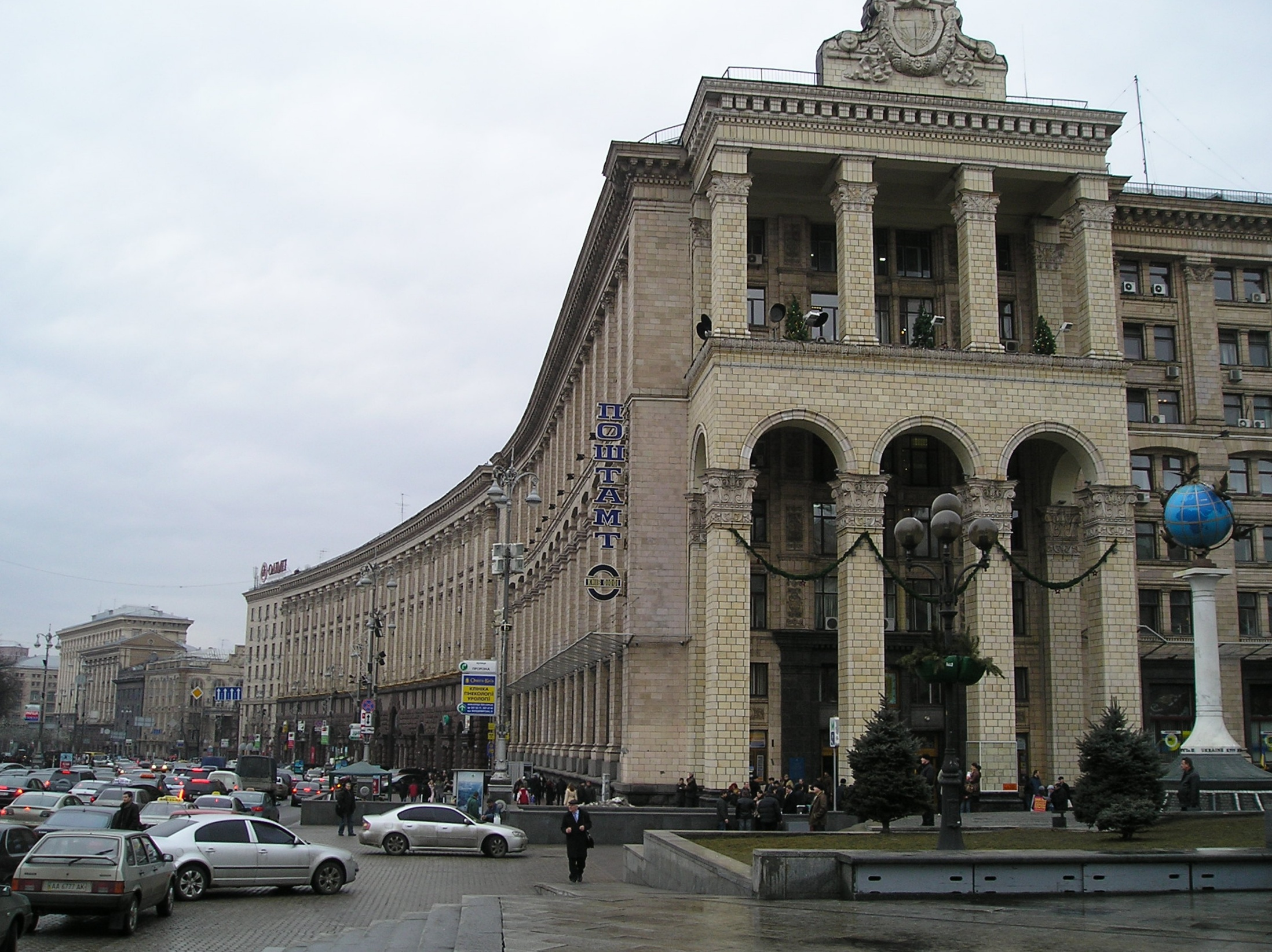
Головпоштамт
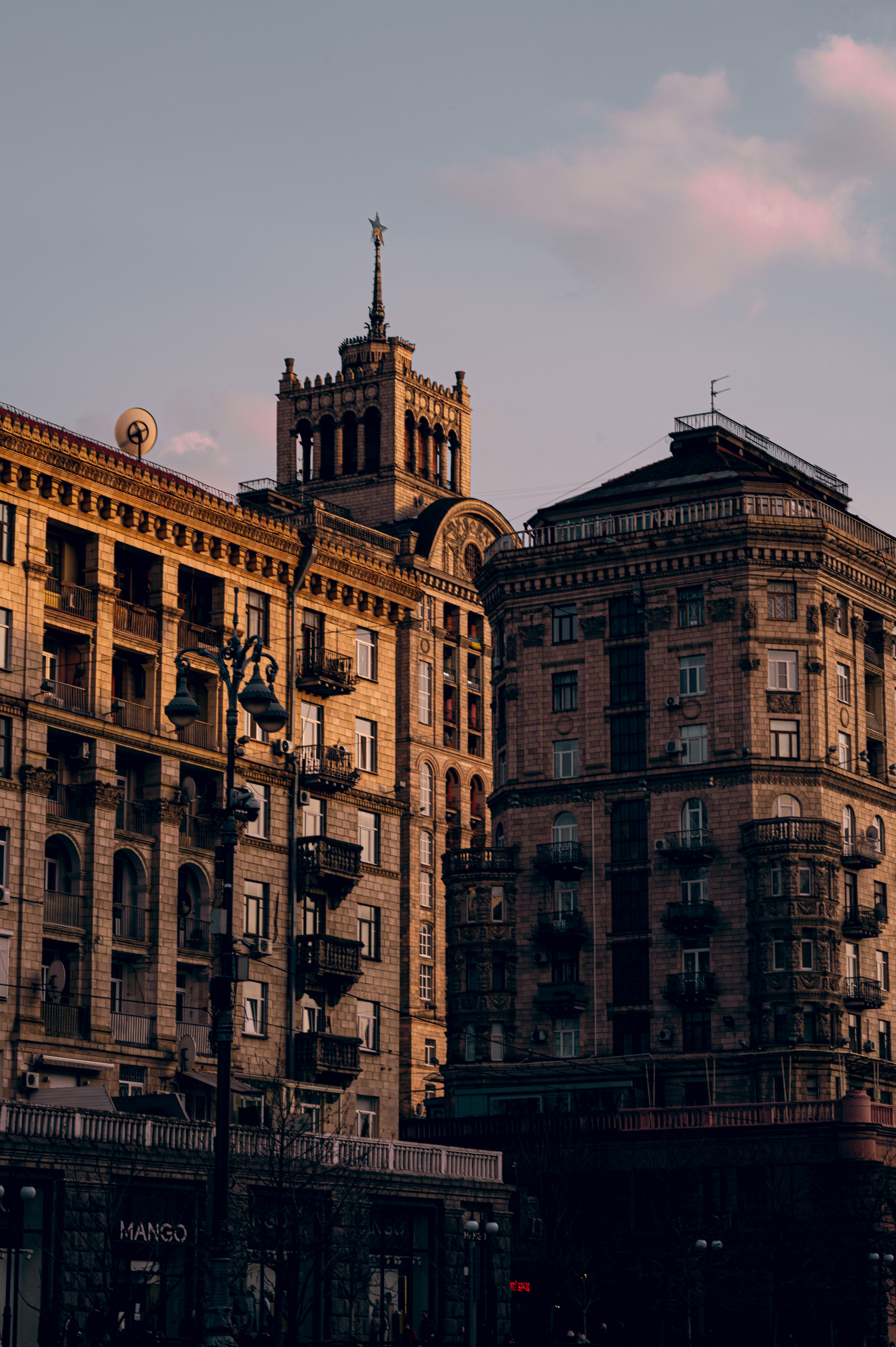
Хрещатик, 23 та Хрещатик, 25
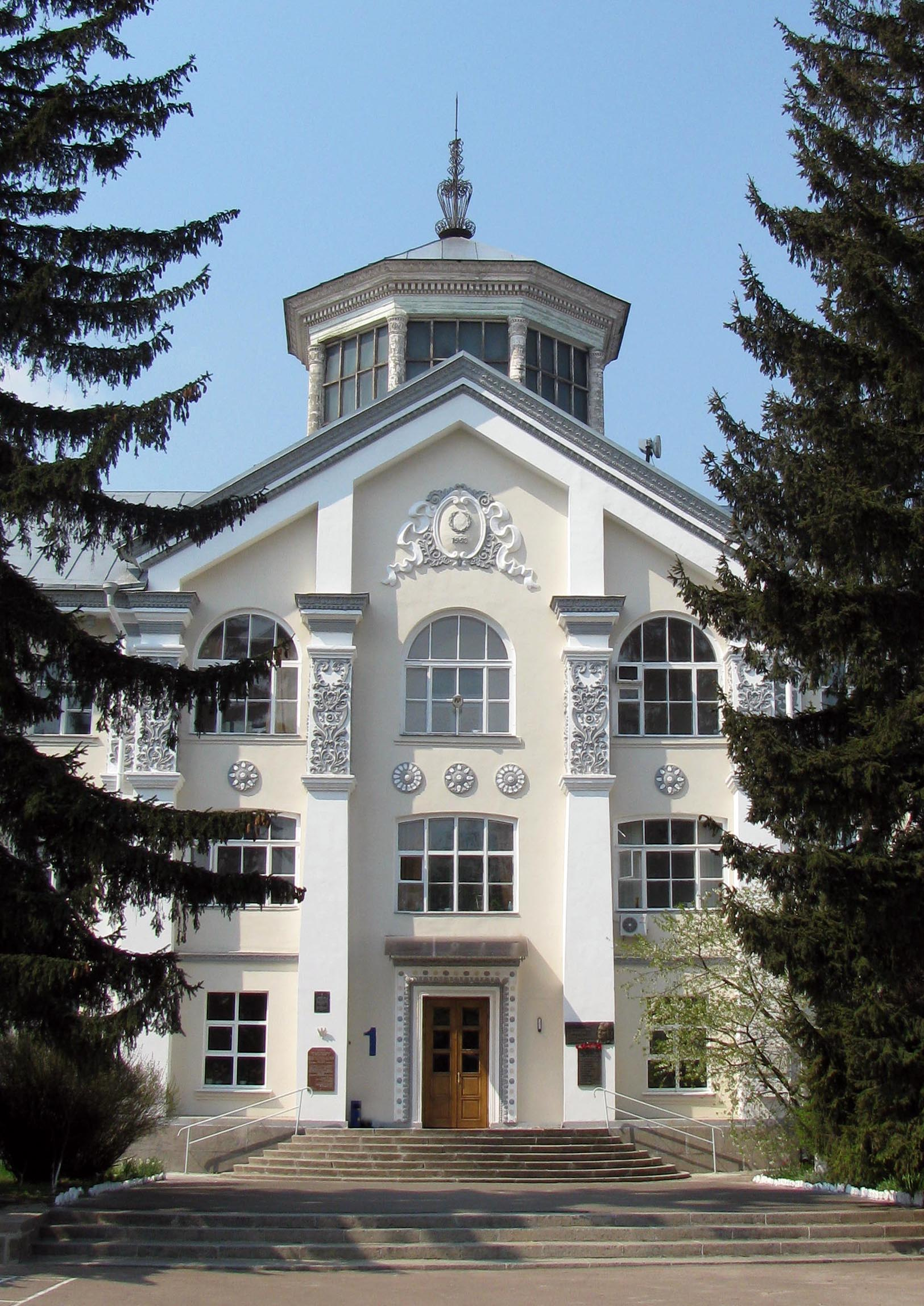
Інститут фізики НАН України
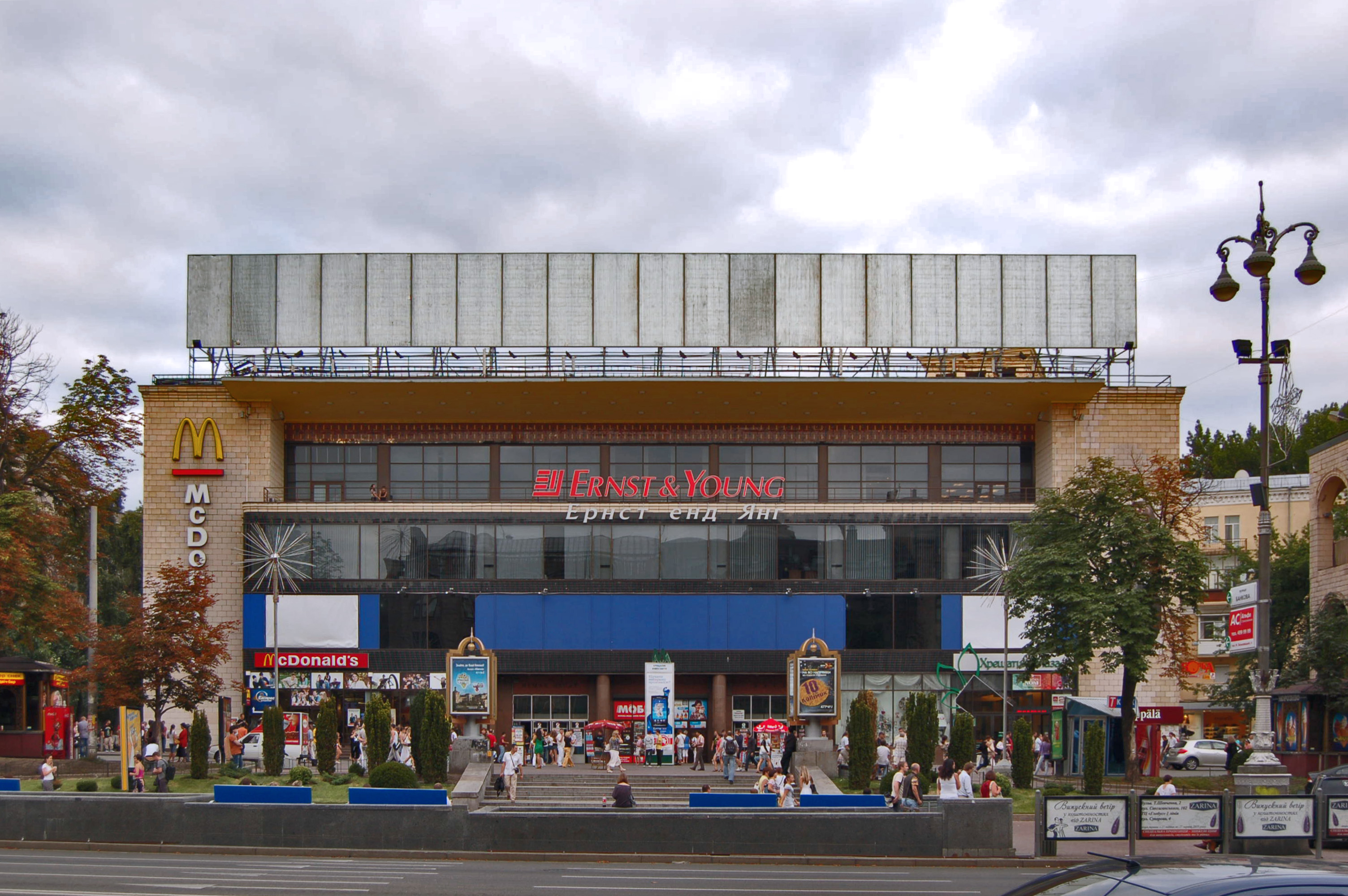
Наземний вестибюль станції метро «Хрещатик»
Будинок художника в Києві
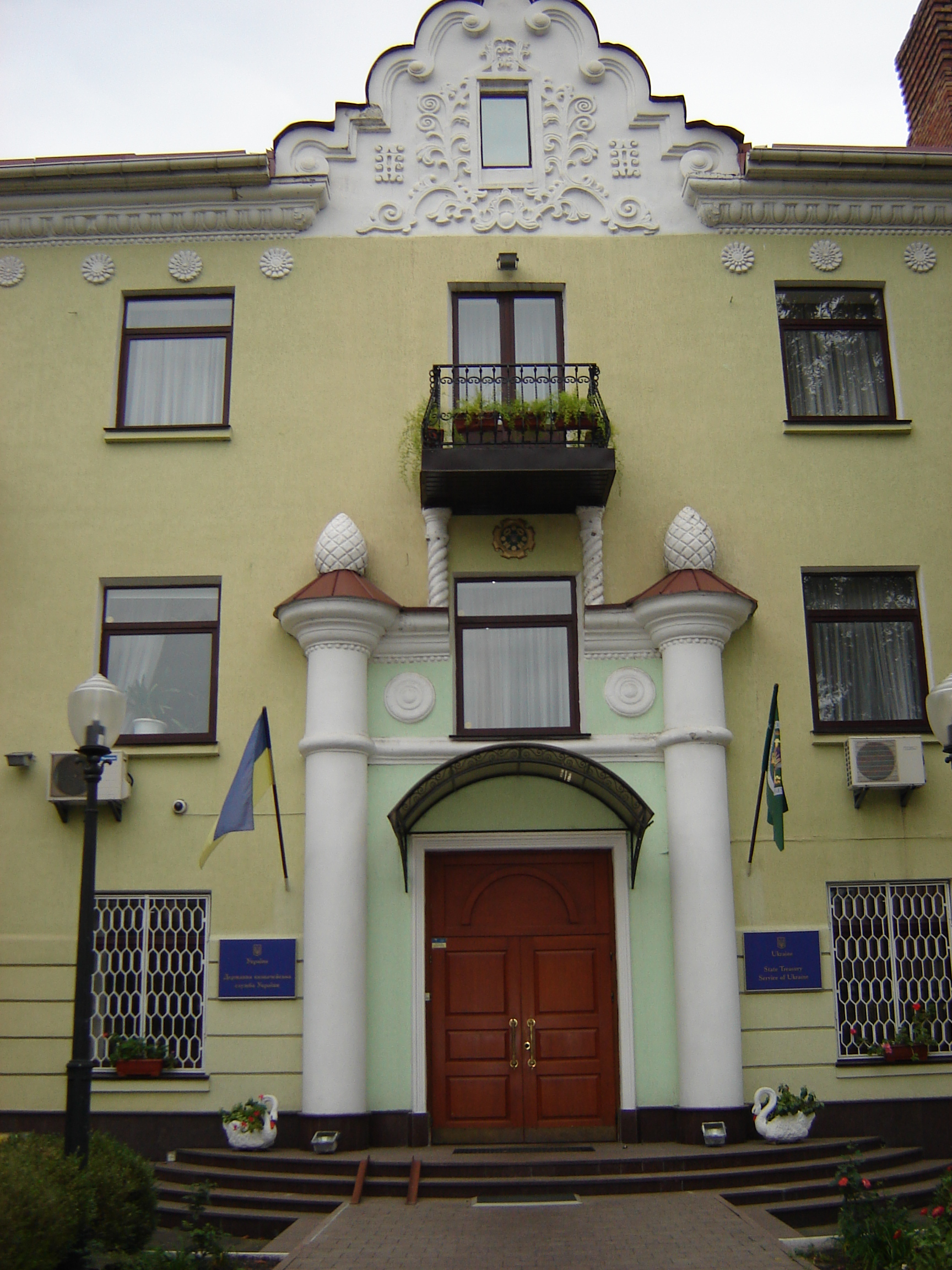
Серія 1-302 з використанням мотивів українського бароко (Бастіонна вулиця, 6)